# یواس‌اس مانتگامری (ال‌سی‌اس-۸)
یواس‌اس مانتگامری (ال‌سی‌اس-۸) (به انگلیسی: USS Montgomery (LCS-8)) یک کشتی است که طول آن ۱۲۷٫۴ متر (۴۱۸ فوت) می‌باشد.